# Laksham
Laksham est une upazila du Bangladesh situé dans la division de Chittagong. Cette upazila comptait en 2011 une population de 294 719 habitants.